# 1106

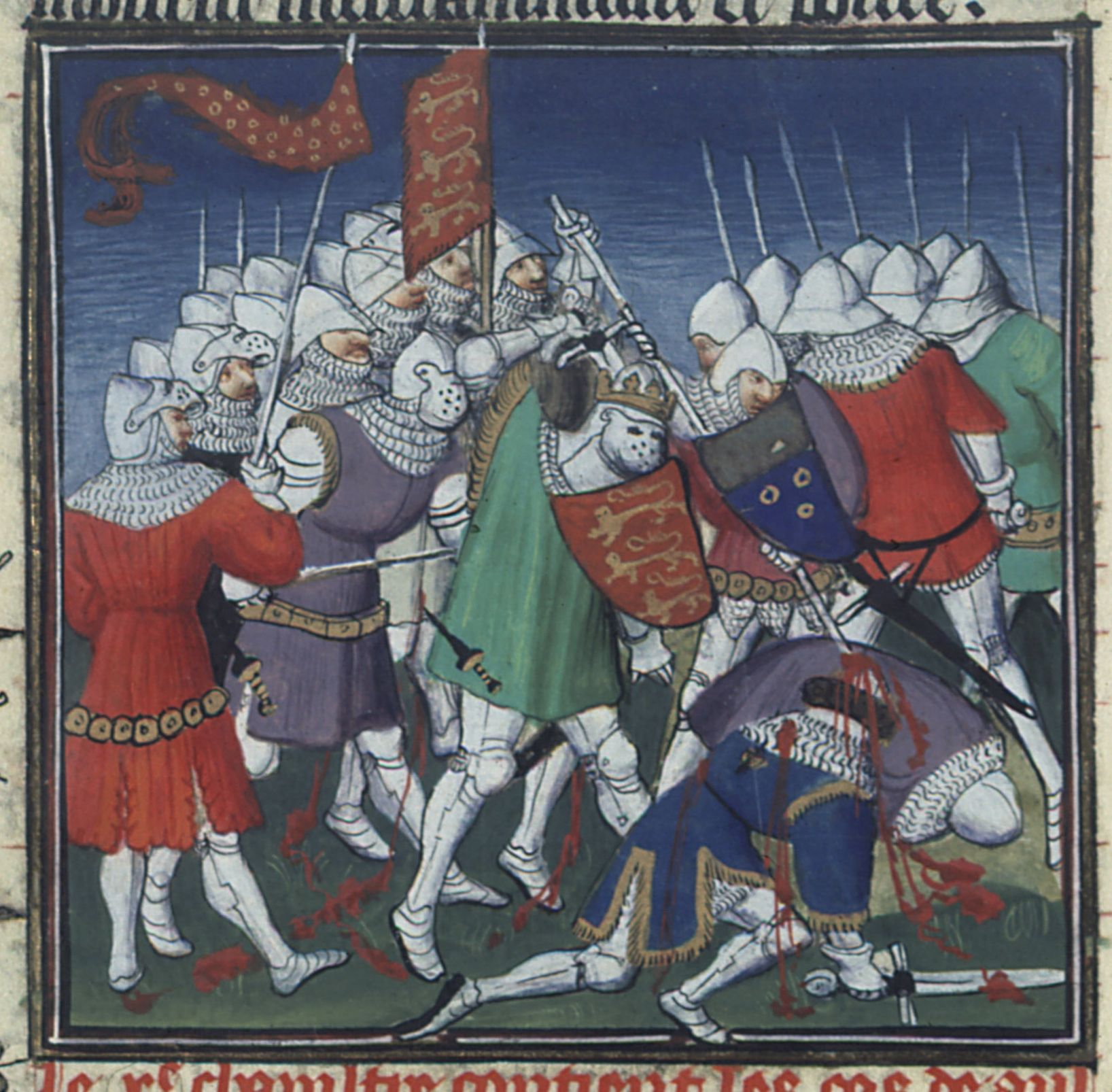
Slag bij Tinchebrai

Het jaar 1106 is het 6e jaar in de 12e eeuw volgens de christelijke jaartelling.

## Gebeurtenissen
februari
- 2 - De grote komeet van 1106 wordt voor het eerst waargenomen.

mei
- 13 - Godfried I van Leuven wordt benoemd tot hertog van Neder-Lotharingen en tevens tot markgraaf van Antwerpen.
- 25 - Bohemund I van Antiochië trouwt met Constance van Frankrijk. (vermoedelijke datum)

september
- 28 - Slag bij Tinchebrai: Hendrik I van Engeland verslaat zijn broer hertog Robert Curthose van Normandië. Robert Curthose en Robert Belleme worden voor de rest van hun leven gevangengezet, en Hendrik neemt het hertogdom over.

zonder datum
- Paus Paschalis II accepteert de regeling tussen Hendrik I van Engeland en Anselmus van Canterbury van de investituurstrijd in Engeland.
- Hólar wordt gesticht als tweede IJslandse bisschopszetel, met Jón Ögmundsson als eerste bisschop.
- Het Gelatiklooster nabij Koetaisi in het westen van Georgië komt gereed.
- De abdij Ter Doest wordt gesticht.
- Leopold III van Oostenrijk trouwt met Agnes van Waiblingen.
- Voor het eerst genoemd: Ruiselede

## Opvolging
- Almoraviden - Yusuf ibn Tashfin opgevolgd door zijn zoon Ali ibn Yusuf
- Hertogdom Berg - Adolf I opgevolgd door zijn zoon Adolf II
- Graafschap Chiny - Arnold I opgevolgd door zijn zoon Otto II
- Vorstendom Galilea - Hugo van Sint-Omaars opgevolgd door Gervaise van Bazoches
- Hertogdom Neder-Lotharingen (13 mei) - Godfried I van Leuven in opvolging van Hendrik I van Limburg
- Noordmark - Udo II van Stade opgevolgd door zijn halfbroer Rodolf van Stade
- Hertogdom Normandië - Robert Curthose opgevolgd door zijn broer Hendrik I van Engeland
- Hertogdom Saksen - Magnus opgevolgd door Lotharius van Supplinburg

## Geboren
- Bertha van Oostenrijk, echtgenote van Hendrik III van Regensburg
- Hugo II, graaf van Jaffa en Askelon
- Koenraad II, graaf van Luxemburg
- Celestinus III, paus (1191-1198) (jaartal bij benadering)

## Overleden
- 16 april - Arnold I, graaf van Chiny
- 2 juni - Udo II van Stade, markgraaf van de Noordmark
- 16 juni - Benno, bisschop van Meißen
- 7 augustus - Hendrik IV (55), koning en keizer van Duitsland (1056-1105)
- 11 augustus - Thibald (~57), heer van Voeren en Valkenburg
- 23 augustus - Magnus, hertog van Saksen
- 2 september - Yusuf ibn Tashfin (~97), leider van de Almoraviden (1087-1106)
- Adolf I, graaf van Berg (waarschijnlijke datum)
- Hugo van Sint-Omaars, prins van Galilea
- Li Gonglin (~57), Chinees schilder